# Xerraire de collar gros
El xerraire de collar gros (Pterorhinus pectoralis) és un ocell de la família dels leiotríquids (Leiothrichidae).

## Hàbitat i distribució
Viu entre la malesa dels boscos dels Himàlaies centrals i orientals fins l'est de Bangladesh i centre i sud-est de Myanmar, nord i oest de Tailàndia, nord-oest i nord-est de Laos, nord del Vietnam, Xina oriental i meridional i l'illa de Hainan.